# Millons reagens

Millonreaktionen.

Millons reagens (efter den franske kemisten Auguste Eugène Millon, 1912–67) är en lösning av kvicksilvernitrat i salpetersyra. Den används för att påvisa innehåll av aminosyran tyrosin i proteiner. 
Reaktionen erhålls genom att några droppar av reagenset tillsätts till provlösningen som sedan värms försiktigt. En rödbrun färgning eller utfällning indikerar närvaro av tyrosinrester, som förekommer i nästan alla proteiner.
Millons test är inte specifikt för proteiner (det detekterar också fenolföreningar), och därför måste andra tester för proteiner såsom biuretprov eller ninhydrinreaktion bekräfta reaktionen.